# السفينة الأمريكية ويسكونسن (بي بي-64)
تعد سفينة وينسكنسون سفينة حربية من فئة لوا وتعد السفينة الثانية التابعة للقوات البحرية للولايات المتحدة ذكر اسمها تكريما لولاية ويسكونسن الأمريكية. وتم بناؤها في حوض السفن البحرى في فيلادلفيا داخل بنسلفانيا وتم اطلاقها في 7 ديسمبر 1943 (الذكرى الثانوية الثانية للهجوم على بيرل هاربر ), تحت رعاية زوجة محافظ ويسكونسن والتر جودلاند. 
خلال مسيرتها في ويسكونسن، خدمت ويسكونسن في حرب المحيط الهادئ للحرب العالمية الثانية، حيث قصفت الحصون اليابانية وحاملات طائرات الولايات المتحدة كما ضربةجوية ضد مواقع العدو، قصفقت ويسكونسن مقاصد كوريا الشمالية بدعم من العمليات البرية التابعة لكوريا الشمالية والامم المتحدة أثناء الحرب الكورية، حيث بعد ما تم استبعادها. تم تنشيطها في 1 أغسطس 1986 ;وبعد التحدي  شاركت في عملية عاصفة الصحراء في يناير وفبراير 1991 .
أخر استبعاد لسفينة ويسكونسن في سبتمبر 1991 وبعد 14 عاما من الخدمة في الاسطول، وقد بلغ مجموع عوائدها 6 نجمات حربية للخدمة في الحرب العالمية الثانية وكوريا، بالإضافة إلى وحدة من سلاح البحرية أثناء الخدمة خلال يناير\فبراير 1991 في حرب الخليج. وتعمل الآن كسفينة متحف تديره مركز البحرية الوطنية ناوتيكوس في نورفك داخل فيرجينيا. وقد تم تثبيتها من قبل سجل السفن البحرية (إن في أر) في 17 مارس 2006 , وقد تبرعت من أجل الاستخدام الدائم كسفينة المتحف وقد تولت مدينة نورفك ملكية السفينة بشكل رسمى في 15 أبريل 2010 .

## التشييد
تعد ويسكونسن واحدة من «أسرع السفن الحربية» وتم تخطيطها وتصميمها في عام 1938 بواسطة فرع التصميم البدائى في ديوان التشييد و الاصلاح. وكانت ثالث سفينة من أربع سفن حربية من ضمن فئة اللوا للسفن الحربية. وقد ارست عارضتها في 25 يناير 1941 في القاعدة البحرية في فيلدافيا.و تم اطلاقها  في عام 7 ديسمبر 1943, تحت رعاية مدام جودلاند زوجة محافظ وينسكونسن والتر.س.جودلاند، وكلفت بمركز القيادة مع كابتن أيرل .اي. ستون في 16 أبريل 1944 . 
و تألفت البطارية الرئيسية بولاية ويسكونسن من تسعة16 (406 ملم )\ 50 علامة المعايرة 7 مدافع، حيث يمكن أن يحول القرن 27 رطل (1,200كجم) قذائف خارقة للمدرعات حوالى 20 ميل (32كم). وتألفت البطارية الثانوية من 20 5 (127 ملم ) \ مدافع من عيار 38 في عشرة ابراج مزدوجة. ويمكن أن تطلق النار على أهداف تصل إلى 10 مل (16 كم). ومع ظهور القوة الجوية والحاجة إلى كسب والحفاظ على التفوق الجوى، كانت هناك حاجة لحماية الاسطول المتنامى من حاملات الطائرات المتحالفة. إلى هذه النهاية. تم تركيب وسكونسن مع مجموعة من اوريلكون 20 ملم و 40ملم بوفورز مداع مضادة للطائرات للدفاع عن العدو الناقلات الجوية المتحالفة. وعندما تم تنشيطها في عام 1986.و تعرضت وينسكونسن لبنادق أي أي  20 ملم و 40 ملم. وتم تجهيزه بتثبيت نظام الاسلحة عن قرب (فالنكس سى أي دابليو اس)) للحماية من الصواريخ المعادية والطائرات. وتستهدف مدرعة قاذفات خلية الامانات وقاذفات صواريخ رباعية النار وصواريخ توماهوك وصواريخ هاربون على التوالى. وتم تجهيز وسكونسن وشقيقتها سفينة ميزورى بمدرعة عازل أضخم 14,5 بوصة (368ملم)مقارنة ب 11,3 بوصة (287 ملم) في أول سفينتين في تصنيفها ; اللوا والنيوجيرسى.
بلغت ويسكونسن عدد افرادها أعلى رقم في السفن الأمريكية البحرية. وبالرغم من أن عارضتها أرست بعد "ميزورى " الولايات المتحدة، تم تكليفها قبل تاريخ تفويض «الميزورى». ولذلك بدأ تشييد الويسكونسن بعد الميزورى. وأنتهى مبكرا. تم تثبيت لوا والويسكونسن من قبل سجل السفن البحرى في 17 مارس 2006 مما جعلهم أخر سفن بحرية في القائمة البحرية في العالم.   

## الحرب العالمية الثانية (1944-1945)

### رحلة تجريبية والخدمة مع  أسطول الأميرال هالسي
بعد تجارب السفينة التدريبات الأولي في خليج تشيسابيك، سفينة ويسكونسن غادرت نورفولك في ولاية فرجينيا في 7 يوليو / تموز عام 1944، متجهة إلى جزر الهند الغربية البريطانية. بعد رحلتها المضطربة (التي (تجري من ترينيداد) وعادت إلى ساحة البناء للتعديلات والإصلاحات.
في 24 أيلول / سبتمبر 1944, سفينة ويسكونسن أبحر على الساحل الغربي عبر قناة بنما، والإبلاغ عن مهمتها مع أسطول المحيط الهادئ في 2 تشرين الأول / أكتوبر. السفينة الحربية انتقلت لاحقا إلى مياه هاواي للتدريبات ثم توجهت إلى غرب جزر كارولين. عند الوصول إلى جزيرة كارولين أوليثي انضمت إلى الأدميرال وليام ف. هالسي' الأسطول الثالث في 9 كانون الأول / ديسمبر.
ونظرا لطول المدة التي استغرقها بناءها، سفينة ويسكونسن فاتها الكثير من الدفعة الأولي إلى الأراضي التي تسيطر عليها اليابان، بعد أن وصلت في وقت كانت فيه عملية إعادة فتح الفلبين جارية. كجزء من هذه الحركة، تصور المخططون عمليات هبوط على الساحل الجنوبي الغربي من ميندورو، جنوب لوزون. من هذه النقطة، يمكن للقوات الأمريكية أن تهدد ممرات الشحن اليابانية عبربحر الصين الجنوبي. استعدادًا للغزو القادم لميندورو، تم تعيين ولاية ويسكونسن لحمايةفرقة مهام النقل السريع للأسطول الثالث (TF38)، حيث أجروا غارات جوية في مانيلا لتخفيف المواقف اليابانية. [5]

في 18 كانون الأول / ديسمبر، سفن TF 38 وجدوا أنفسهم بشكل غير متوقع في صراع من أجل حياتهم عندما دمر الاعصار كوبرا –سبعة أساطيل، ستة حاملي سفن، ثمانية بوارج،15 طرادات وحوالي 50 مدمرات–أثناء محاولة للتزود بالوقود في البحر. في ذلك الوقت كانت السفن تعمل بحوالي 300 ميل (480 كـم) شرق مدينة لوزون في الفلبين البحر. الحاملات قد أكملت للتو ثلاثة أيام من الغارات الثقيلة ضد المطارات اليابانية، وقمع طائرات العدو خلال العمليات البرمائية الأمريكية ضد ميندورو في الفليبين.
التقت فرقة العمل مع الكابتن Jasper T. Acuff ومجموعته العاملة في الإمداد بالوقود في 17 ديسمبر بهدف إعادة تزويد جميع السفن في فرق العمل بالوقود واستبدال الطائرات المفقودة.[12] على الرغم من أن البحر كان يزداد خشونة طوال اليوم، إلا أن الاضطراب الإعصاري القريب أعطى القليل من التحذير نسبيًا لمقاربته. في 18 ديسمبر / كانون الأول، تفوق الإعصار الصغير العنيف على فرقة العمل بينما كانت العديد من السفن تحاول التزود بالوقود. تم القبض على العديد من السفن بالقرب من مركز العاصفة وتغلب عليها أعاصير البحار ورياح الأعاصير. انقلبت ثلاث مدمرات، هال، وموناهان، وسبينس، وغرقت بكل الأيدي تقريباً، في حين أصيب طراد وخمس حاملات طائرات وثلاث مدمرات بأضرار بالغة. فقد ضُرب أو قُتل ما يقرب من 790 ضابطاً ورجلاً، وأصيب 80 آخرون. وقعت حرائق في ثلاث شركات طيران عندما اندلعت الطائرات في حظائرها، وفقدت 146 طائرة على متن سفن مختلفة أو أصيبت بأضرار ما عدا الإصلاح الاقتصادي بسبب الحرائق أو أضرار الارتطام، أو بسبب اجتاحتها في البحر. وأبلغت ولاية ويسكونسن عن اثنين من البحارة المصابين نتيجة للإعصار، لكنها أثبتت صلاحيتها للإبحار لأنها هربت من العاصفة سالمة.
في 26 نوفمبر، مع نائب الأدميرال مارتن والأدميرال ف. ب. غادرت دنبيرينك، القائد، قوة الخدمة، المحيط الهادئ، ولاية ويسكونسن، يوكوسوكا، واتجهت إلى المياه الكورية لدعم عمليات الناقل السريع التابعة لشركة تي.في. 77. وغادرت الشركة من قوة الناقل في 2 ديسمبر، وتم عرضها من قبل المدمرة ويلتسي، وقدمت الدعم لإطلاق النار جمهورية كوريا (جمهورية كوريا) في منطقه-كاسونج-كاسونج. بعد نزول الأدميرال دنبرينك في 3 كانون الأول / ديسمبر في كانغ نونغ، استأنفت السفينة الحربية محطة «خط القصف» الكورية، وقدمت دعما لإطلاق النار لقسم البحرية الأمريكية الأول. شكل قصف يسكونسن دبابة ومقعدين للبندقية ومبنى. وواصلت مهمتها لدعم إطلاق النار لقسم البحرية الأول وفيلق جمهورية كوريا الأول حتى 6 ديسمبر، وهو ما يمثل مخابئ العدو ومواقع المدفعية وتركيز القوات. وفي إحدى المرات خلال ذلك الوقت، تلقت السفينة الحربية طلبًا للحصول على دعم لإطلاق النيران وقدمت ثلاث قذائف نجمية لفيلق جمهورية كوريا الأول، مما يضيء هجومًا للعدو تم صده مع خسائر كبيرة في صفوف العدو..
بعد نجدتها من قبل السفينة الحربية الثقيلة سانت بول في 6 ديسمبر، تقاعدت ولاية ويسكونسن لفترة وجيزة من مهام دعم إطلاق النار. غير أنها استأنفتهم في منطقة كاسونغ - كوسونغ في 11 كانون الأول / ديسمبر وقام المدمر توينينغ بتصويرها. في اليوم التالي، 12 كانون الأول / ديسمبر، رأت طائرة هليكوبتر في ولاية ويسكونسن من الخلف الأدميرال H. R. ثوربر، القائد، فرقة سفينة حربية 2 (BatDiv 2)، كجزء من رحلته التفقدية في الشرق الأقصى.t
واصلت ولاية ويسكونسن مهامها في إطلاق النيران البحرية على «خط القصف»، قصفت مخابئ العدو ومواقع القيادة ومواقع المدفعية وأنظمة الخنادق خلال 14 ديسمبر. وغادرت «خط القصف» في ذلك اليوم لتقديم مهام خاصة لدعم إطلاق النار في منطقة كوجو قصف أهداف ساحلية لدعم قوات الأمم المتحدة على الشاطيء. في نفس اليوم، عادت ولاية ويسكونسن إلى منطقة كاسونغ-كوسونج. وفي 15 كانون الأول / ديسمبر أنزلت الأدميرال ثوربر بطائرة هليكوبتر.و في اليوم التالي، غادرت ولاية ويسكونسن المياه الكورية، متجهه إلىساسيبو لإعادة التسلح.
f
وبالعودة إلى منطقة القتال في 17 كانون الأول / ديسمبر، شرعت ولاية ويسكونسن في السباق على السناتور الأمريكي هومر فيرجسون من ميتشيغان في 18 كانون الأول / ديسمبر. في ذلك اليوم، دعمت البارجة الغزو الحادي عشر لجمهورية كوريا بنيران الإضاءة الليلية التي مكنت قوات جمهورية كوريا من صد هجوم كوري شمالي مع خسائر كبيرة في صفوف العدو. عند مغادرتهم «خط التفجير» في 19 كانون الأول / ديسمبر، نقلت السفينة الحربية فيرغسون بطائرة هليكوبتر إلى شركة فالي فورج الناقلة.
في 20 ديسمبر، شاركت ولاية ويسكونسن في قصف جوي منسق في ونسان لابطال مفعول الأهداف المحددة مسبقا في منطقتها. وحولت السفينة قاتلتها إلى الطرف الغربي من مرفأ ونسان، حيث اصطدمت بالقوارب والمراكب الصغيرة في القناة التي اجتاحتها في الهواء الطلق بمسدساتها التي يبلغ طولها 5 بوصات (127 ملم) خلال فترة الظهيرة، مما ساعد على منع محاولات الاعتداء على الجزر الغير معادية. ثم قامت ولاية ويسكونسن بعمل تمشيط مضاد للقوارب إلى الشمال، حيث أطلقت بطارياتها التي يبلغ قطرها 5 بوصات على تركيزات القوارب المشتبه بها. ثم قدمت دعماً لإطلاق النار لقوات الأمم المتحدة العاملة في «خط التفجير» حتى 22 ديسمبر / كانون الأول، عندما انضمت إلى فرقة العمل الخاصة بالناقل.
O
في 28 كانون الأول / ديسمبر، قام الكاردينال،فرنسين سبيلمان
، في جولة كورية في عطلة عيد الميلاد، بطائرة هليكوبتر على متن السفينة للاحتفال بالقداس لأعضاء الطاقم الكاثوليكي. غادر كما جاء، قبالة بوهانج. في يوم رأس السنة الجديدة، وضع ويسكونسن في يوكوسوكا.
 .
غادرت ولاية ويسكونسن ذلك الميناء في 8 يناير 1952 وعادت إلى المياه الكورية. ووصلت إلى بوسان في اليوم التالي، واستقبلت رئيس كوريا الجنوبية، سينغمان ري، وزوجته في 10 كانون الثاني / يناير.
The couple received full military honors as they came on board, which Rhee reciprocated by awarding Vice Admiral Martin the ROK Order of the Military Merit.